# Americus (Georgia)
Americus è una città degli Stati Uniti d'America, situata nella contea di Sumter nello Stato della Georgia.